# Chrysoscota conjuncta
Chrysoscota conjuncta là một loài bướm đêm thuộc phân họ Arctiinae, họ Erebidae.